# Ageleya
Ageleya (griego. Ἀγελεία, "la que anuncia") es un epíteto de la diosa griega Atenea, en su rol como anunciante.
Para algunos escritores, es el nombre por el qué es designada como protectora de personas, y como protectora de su ganado o bienes. En otras fuentes, el nombre también corresponde a  "quién lleva las desgracias".